# Sydney Robert Bellingham
Pour les articles homonymes, voir Bellingham.
Sydney Robert Bellingham est un homme d'affaires, un avocat, un journaliste et un homme politique canadien d'origine irlandaise né le 2 août 1808 et mort le 9 mars 1900. Il fut le député conservateur d'Argenteuil de 1867 à 1878.
Il est né à Castlebellingham, en Irlande. Son père est Sir Alan Bellingham, baron de Bellingham. Il émigre au Canada en 1824. Il établit une entreprise d'import export en 1831. Il marie la même année la fille d'un médecin québécois, Arabella Holmes. 
Il se présente sans succès aux élections législatives en 1834. Son programme s'opposait aux réformes du parti patriote. Il sert d'aide de camp au Lieutenant-Colonel George Augustus Wetherall au cours de la rébellion du Bas-Canada. Il est élu dans Argenteuil (district électoral du Canada-Uni) de 1854 à 1860 et à l'Assemblée législative du Québec pour Argenteuil de 1867 à 1878.
Il se retire de la politique en 1878, date à laquelle il retourne à son château irlandais dont il a hérité en 1874. Il y finira sa vie.

## Hommages
La rue Bellingham à Lachute, au Québec, a été nommée en son honneur.